# Lana Del Rey
Elizabeth Woolridge Grant (* 21. června 1985 Lake Placid, New York), známá pod uměleckým pseudonymem jako Lana Del Rey, je americká zpěvačka a skladatelka. Její hudba se vyznačuje kinematografickým stylem, posedlostí tématy tragické romantiky a melancholie, a odkazy na americkou pop kulturu 50. a 60. let.
Vyrůstala v americkém státě New York. V roce 2005 se přestěhovala do města New York, aby započala svou hudební kariéru. Pracovala na spoustě projektů, včetně svého prvního studiového alba Lana Del Ray a.k.a. Lizzy Grant a nikdy nevydaného Sirens. Pozornosti se jí ale dostalo až v roce 2011, kdy se její videoklip k singlu „Video Games“ stal internetovou senzací. Více se prosadila po podpisu smlouvy s nahrávací společností a vydáním alba Born to Die, které dosáhlo druhého místa v americké hitparádě a stalo se pátým nejprodávanějším albem roku 2012. Do této chvíle má album konstantně vysoký počet posluchačů. Remix singlu „Summertime Sadness“ z tohoto alba, produkovaný Cedrikem Gervaisem, vystoupal na šesté místo americké hitparády. EP Paradise, které vyšlo téhož roku v listopadu Del Rey vyneslo její první nominaci na cenu Grammy v kategorii „Nejlepší popové album“. Tři skladby z tohoto EP byly zahrnuty v jejím krátkém filmu Tropico, který měl premiéru v prosinci 2013.
V roce 2014 vydala své třetí studiové album Ultraviolence, které získalo pozitivní ohlasy a komerční úspěch. Stalo se jejím prvním albem, které se dostalo na první místo ve Spojených státech. V roce 2015 se vydala na turné po Severní Americe společně s Courtney Love a Grimes. Téhož roku vydala své čtvrté studiové album Honeymoon. Její páté studiové album Lust for Life bylo vydáno v roce 2017. Získalo uznání kritiků a stalo se jejím druhým albem, které se dostalo ve Spojených státech na první místo. Dále se také dostalo do první desítky v téměř každé zemi. V roce 2019 vydala své šesté studiové album Norman Fucking Rockwell a v roce 2021 sedmé Chemtrails over the Country Club. 22. října vydala své osmé album Blue Banisters. Její deváté studiové album Did You Know That There's a Tunnel Under Ocean Blvd vyšlo 24. března 2023. V listopadu roku 2024 oznámila že chystá nové album, které by mělo vyjít 21. května 2025.[potřebuje aktualizovat]

## Dospívání
Lana Del Rey se narodila jako Elizabeth Woolridge Grant v New Yorku doménovému investorovi Robertu England Grantovi, Jr. a středoškolské učitelce Patricii Ann Grant. Má mladší sestru Caroline Grant a bratra Charlieho. Její dědeček z otcovy strany, Robert England Grant, Sr., byl investičním bankéřem u Kidder, Peabody & Co., také vice prezidentem pro Plough, Inc a Textron. Její rodina je skotského původu.
Del Rey vyrůstala na venkově v Lake Placid v New Yorku. Navštěvovala katolickou základní školu a po jeden rok střední školu, kde učila její matka. Když byla dítě, zpívala v kostelním sboru. V patnácti letech byla rodiči poslána na internátní školu Kent School v Connecticutu kvůli obavám z její narůstající závislosti na alkoholu. Její strýc, který na této škole pracoval, se staral o její finance.
Než se stala zpěvačkou, chtěla být básnířkou. Když byla dítě, psal její otec pro osobní potěšení country písně, zatím co její matka se zajímala o zpěv. Po rodičích získala oblibu k The Beach Boys a Carly Simon.
Po maturitě se Del Rey dostala na State University of New York at Geneseo, ale rozhodla se na univerzitu nejít a místo toho strávila rok na Long Islandu se svou tetou a strýcem, kde pracovala jako servírka. Během tohoto roku se Del Rey od svého strýce naučila hrát na kytaru a „uvědomila si, že pravděpodobně může s těmito šesti akordy napsat milión písní“. Později na to začala psát písně a vystupovat v nočních klubech po New Yorku pod různými jmény jako „Sparkle Jump Rope Queen“ a „Lizzy Grant and the Phenomena“. „Vždycky jsem zpívala, ale nikdy jsem to nebrala nějak vážně“ řekla Del Rey. „Když jsem se dostala do New Yorku, když mi bylo osmnáct, začala jsem hrát po klubech v Brooklynu – mám dobré přátele a oddané fanoušky v undergroundové scéně, hráli jsme jen pro sebe – a to bylo ono.“
Další podzim se přihlásila na Fordham University, kde začala studovat filozofii. Řekla, že se rozhodla tento předmět studovat, protože to „staví most mezi Bohem a vědou... zajímala jsem se o Boha a o to, jak by nás mohla technologie dostat blíž k zjištění odkud jsme se vzali a proč.“ Měla problémy s tím najít si přátele jak na internátě, tak ve škole. „To byly časy, kdy začala má hudební zkušenost. Tak nějak jsem si našla lidi sama pro sebe.“ Žila v Bronxu a později se přestěhovala do New Jersey, kde dělala dobrovolnici v programech pro mladé bezdomovce a drogově a alkoholově závislé. Také pomáhala malovat a přestavovat domy v indiánské rezervaci na západě Spojených států. Po skončení vysoké školy se přestěhovala do Brooklynu. Zde se usadila na další 4 roky.

## Hudební kariéra

### 2005–2010: Začátky kariéry

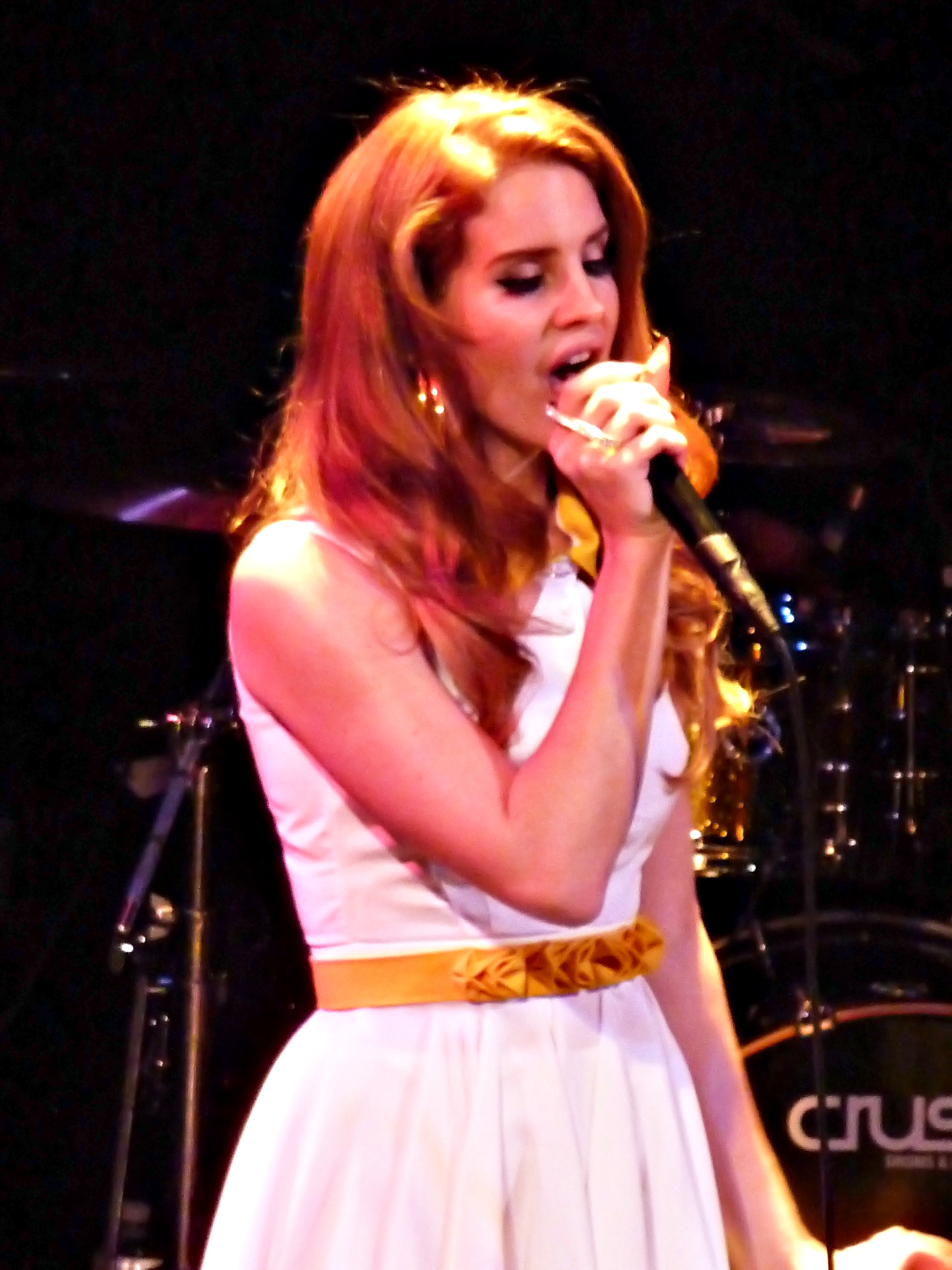
Koncert v New Yorku, 2011.

Když ji strýc naučil hrát na kytaru, uvědomila si, že může napsat milion písniček jen se šesti akordy. Začala hrát v nočních klubech pod různými pseudonymy jako „Jump Rope Queen“, „Lizzy Grant“ nebo „Phenomena“. Přiznala se, že neměla v plánu pokračovat a se svojí budoucí kariérou zpěvačky to nebrala vážně. 25. dubna 2005 bylo registrováno album se sedmi písněmi pod jménem Elizabeth Woolridge. Album nese dva názvy – Rock Me Stable; Young Like Me –, ale názvy písní jsou dodnes neznámé. Mezi roky 2005 a 2006 nahrála Sirens pod jménem May Jailer, které uniklo v květnu 2012.
O pár let později podepsala smlouvu s 5 Point Records. V roce 2008 vydala svoje první EP Kill Kill se třemi písněmi a poté v lednu 2010 na iTunes plnohodnotné album jako Lana Del Ray a.k.a. Lizzy Grant. Její otec Robert jí pomohl s marketingem, ale album bylo po několika týdnech staženo z prodeje.

### 2011–2013:Born to Die,ParadiseaTropico
Před tím, než na konci června 2011 podepsala smlouvu s vydavatelstvím Stranger Records, vydala 7. října svůj debutový singl „Video Games“. 18. října k němu na svůj účet na YouTube zveřejnila videoklip. Del Rey v té době své písně nahrávala na YouTube a vytvářela si k ním svoje vlastní videa. Jak se později ukázalo, většina nahrávek byly demo verze písní z alba Born to Die. Ve stejném měsíci s ní podepsalo smlouvu další vydavatelství, Interscope Records. Del Rey původně nechtěla působit jako sólová zpěvačka, především proto, aby nebyla kritizována sama za sebe, ale vydavatelství na tom trvalo. „Video Games“ vyhrál na podzim roku 2011 ocenění Q Award za „Next Big Thing“. 30. prosince 2011 vydala druhý singl „Born to Die“, ke kterému zároveň natočila první profesionální video s režisérem Woodkidem.

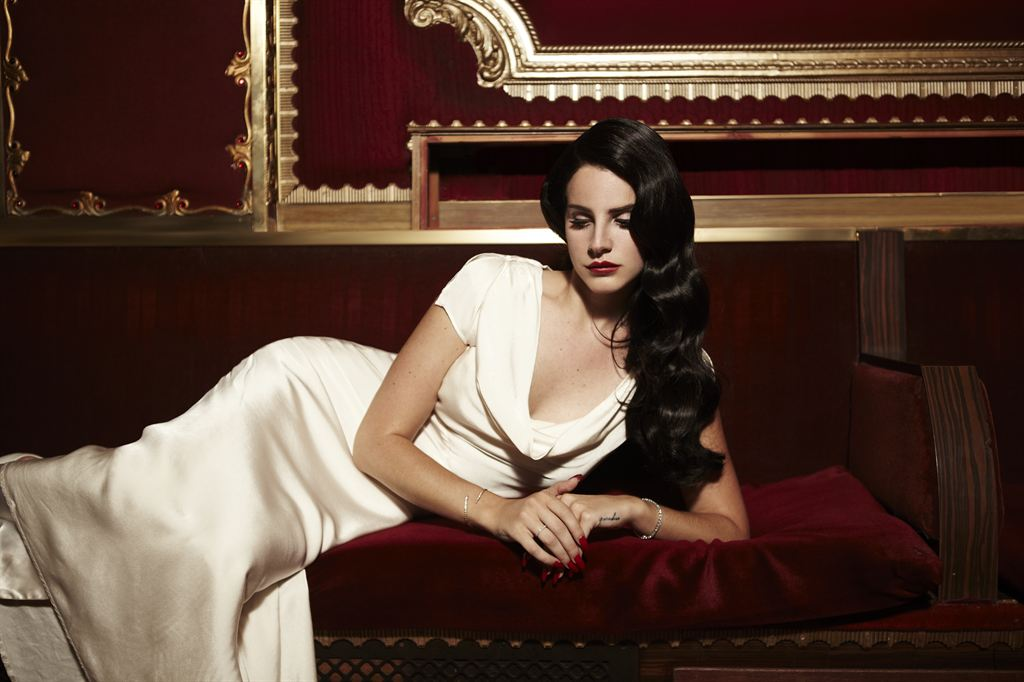
Promo Lany Del Rey při uvedení videoklipu „Burning Desire“, 2013

Dne 4. ledna 2012 podepsala smlouvu s NEXT Model Management agency. 14. ledna 2012 byla host v pořadu Saturday Night Live. Již před vystoupením přiznala, že je nervózní, jelikož je to poprvé, co vystupuje v americké televizi. Vystoupení byl skandál, její výkon byl pro mnohé kritiky parodií na originál, a od té doby má Del Rey odpor k americkým mediím. Ve francouzské show Taratata během rozhovoru prozradila, že její první deska ponese týž název jako druhý singl a vyjde 30. ledna 2012. Born to Die se prodalo doposud přes 7 milionů kopií a stalo se v roce 2012 pátým nejprodávanějším albem roku.
Další singl vydala 8. dubna, „Blue Jeans“. Na Twitteru prohlásila: „Ukážu vám, že není nic krásnějšího než smrt.“, což se vztahovalo ke klipu, ve kterém již podruhé na konci zemře. Další singly „Summertime Sadness“ a „National Anthem“ byly vydány 22. června a 8. července. Mezitím Del Rey album propagovala na různých festivalech v rámci Born to Die Tour.

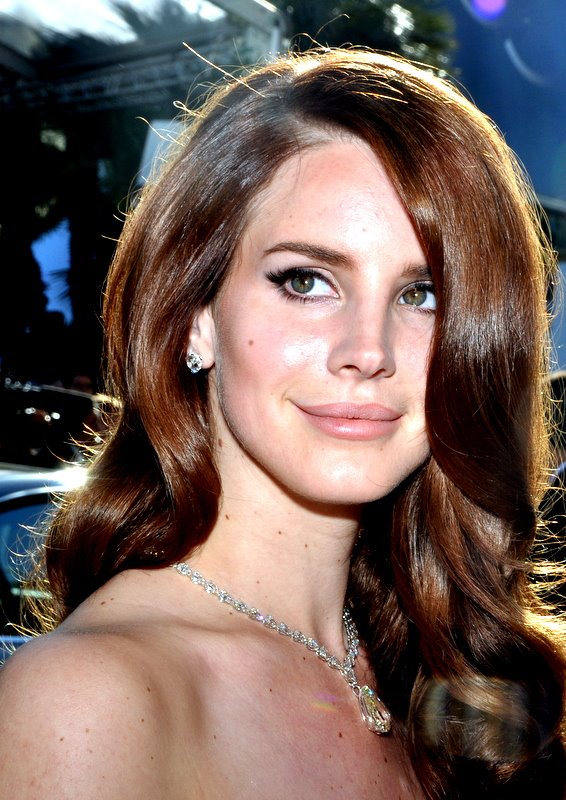
Del Rey v Cannes v roce 2012.

V červnu Del Rey potvrdila, že pracuje na další desce, kterou vydá na podzim. Později řekla, že se nebude jednat o album, ale o EP s názvem Paradise. Ve fyzické verzi bylo k dostání jako re-edice alba Born to Die s názvem Born to Die: The Paradise Edition. V půlce léta oděvní značka H&M potvrdila, že se stane tváří kolekce podzim/zima 2012, ke které Blue Velvet a David Lynch natočil videoklip. Tato coververze se nachází i na Paradise a sloužila jako propagační singl. První oficiální singl Paradise byl 25. září v Kalifornii představen jako desetiminutový videoklip k „Ride“ a 12. listopadu 2012 vyšla ona reedice.

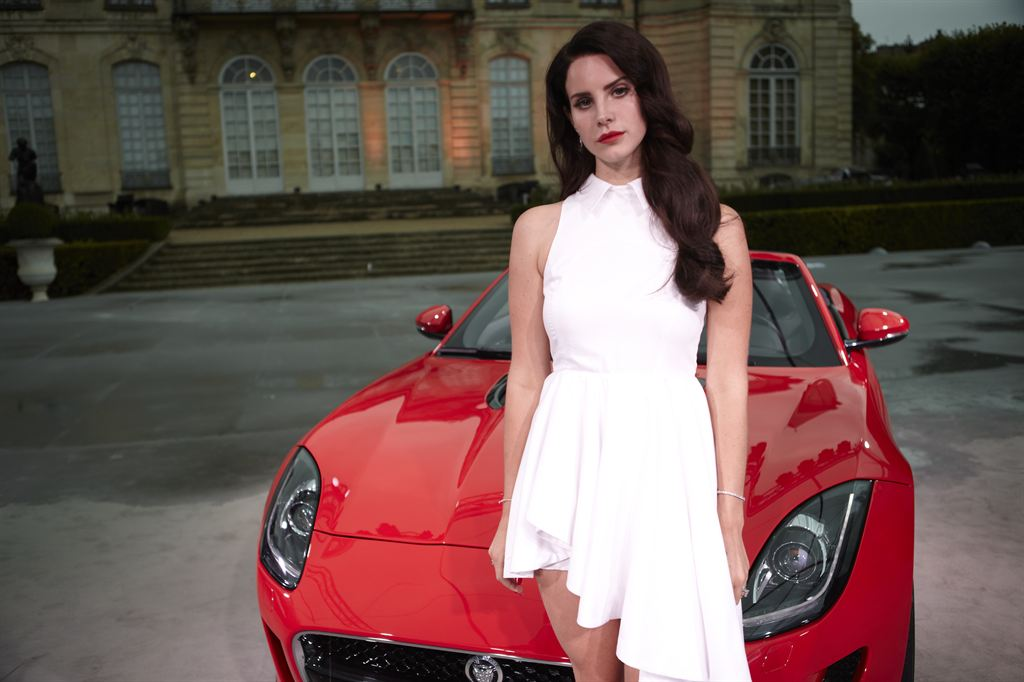
Lana Del Rey, 2013

Dne 14. února 2013 byl zveřejněn reklamní klip pro Jaguara F-TYPE s písní „Burning Desire“. Potvrdila také, že pracuje na hudbě pro dva filmy. Jeden z nich byl snímek Velký Gatsby, pro který natočila píseň „Young and Beautiful“ a 10. května se objevil na YouTube videoklip. V březnu a dubnu zveřejnila coververze k písním „Chelsea Hotel #2“ Leonarda Cohena a se svým přítelem přezpívané „Summer Wine“ od Lee Hazlewood a Nancy Sinatry. 3. dubna vyjela na turné Paradise Tour na podporu svého stejnojmenného EP. V létě 2013 znovu vydala „Summertime Sadness“ – zremixovanou verzi o kterou se postaral Cedric Gervais. Remix dostal nominaci na hudebních cenách Grammy 2014. Samotná Del Rey dostala nominace za nejlepší popové album s Paradise a za nejlepší píseň napsanou pro vizuální média s „Young and Beautiful“.
Dne 4. prosince 2013 proběhla premiéra půlhodinového filmu Tropico. Zahrnující tři skladby „Body Electric“, „Gods and Monsters“ a „Bel Air“ z re-edice Paradise. Následně na to na iTunes vyšlo EP Tropico, které obsahovalo tyto tři písně i třicetiminutový film. Děj je o Evě a Adamovi a jejich cestě k znovunalezení nevinnosti. Celý projekt byl rozloučení s érou Born to Die. Zároveň Del Rey potvrdila jméno své třetí desky Ultraviolence které později vyšlo v roce 2014. O svém novém album už dříve řekla: „Pracuji na něm opravdu pomalu, ale miluji vše, co dělám. Psala jsem v Santa Monice a už vím, jak deska bude znít. Teď to jen musím dokončit.“

### 2014–2016:Ultraviolence,Honeymoon
V lednu 2014 bylo potvrzeno že Del Rey přezpívá píseň „Once Upon a Dream“, ze Šípkové Růženky, pro nový film Maleficent z produkce Disney. Píseň vyšla 26. ledna 2014. 20. února 2014 zveřejnila svou fotografii s Danem Auerbachem, zpěvákem z kapely The Black Keys, s popisem: „Já a Dan Auerbach jsme nadšeni, že vám předvedeme Ultraviolence.“ Poté se ukázalo, že Auerbach je hlavním producentem alba a spolu s Lanou v lednu nahrávali v jeho studiu v Nashvillu. 
V dubnu 2014 Del Rey oznámila, že pilotní singl z následující studiové Ultraviolence ponese název „West Coast“. Píseň měla premiéru 14. dubna 2014 v rádiu BBC a videoklip 7. května 2014. Mezitím vyjela na turné po Severní Americe a Evropě. 23. května 2014 vystoupila na dlouho očekávaná události, před svatební oslavě Kanyeho Westa a Kim Kardashian ve Francii ve Versailles. Pár dní před albem, které vyšlo 13. června 2013, byly vydány průběžně tři propagační singly a těmi byly „Shades of Cool“, „Ultraviolence“ a „Brooklyn Baby“. „Shades of Cool“ se 17. června 2014 dočkal i svého videoklipu. V tu samou dobu vystupovala převážně na evropských festivalech. 30. července 2014 byl vydán videoklip k písni „Ultraviolence“, která byla 18. srpna 2014 vydána jako druhý oficiální singl z alba. V prosinci 2014 oznámila turné na příští rok zvané The Endless Summer Tour. Pro Německo vyšel poslední singl z Ultraviolence a to bonusová píseň „Black Beauty“. Ke konci roku 2014 světlo světa spatřili dvě nové písně „Big Eyes“ a „I Can Fly“, které nazpívala pro film Tima Burtona, Big Eyes. V lednu 2015 vydal její dlouholetý kamarád a producent jejího alba Born to Die, Emile Haynie píseň „Wait for Life“, kterou Del Rey nazpívala pro jeho debutové album We Fall. Také obdržela svou druhou nominaci na BRIT Awards v kategorii „mezinárodní ženská umělkyně“.
V rozhovoru pro Grazia Magazine řekla, že by chtěla na novém albu orchestr a monumentální refrény. Poté oznámila, že je již ve fázi nahrávání alba a chybí ji už jen pár písní, aby bylo kompletní. Album podle jejích vlastních slov zní podobně jako zlatý věk jazzu. Dále potvrdila název alba, Honeymoon, které bude obsahovat píseň s názvem „Music to Watch Boys To“ a cover verzi od Niny Simone, „Don't Let Me Be Misunderstood“. V dubnu 2015 se objevila upoutávka k filmu The Age of Adaline, ve které zazněla ukázka nevydané písně „Life Is Beautiful“. 7. května 2015 vyjela Del Rey na The Endless Summer Tour po Severní Americe. Na jednom vystoupení oznámila, že album Honeymoon vyjde v září. V červnu zveřejnila na internet postupně dvě ukázky videoklipu ke skladbě Honeymoon, která byla 14. července 2015 byla nahrána na její oficiální YouTube účet. Na začátku srpna 2015 prozradila, že pilotní singl z alba Honeymoon se jmenuje „High by the Beach“. Ten vyšel 10. srpna 2015 a videoklip 13. srpna. Del Rey prozradila přes internet, že nové album vyjde 18. září 2015. 21. srpna bylo album Honeymoon k předprodeji a s tím zároveň vyšel první propagační singl „Terrence Loves You“. 28. srpna vyšlo album Beauty Behind the Madness od The Weeknd, kde Del Rey přispěla svými vokály na písni „Prisoner“. 7. září vyšel druhý propagační singl a to titulní píseň „Honeymoon“. Druhý oficiální singl z alba „Music to Watch Boys To“ vyšel 11. září a videoklip k němu 30. září.

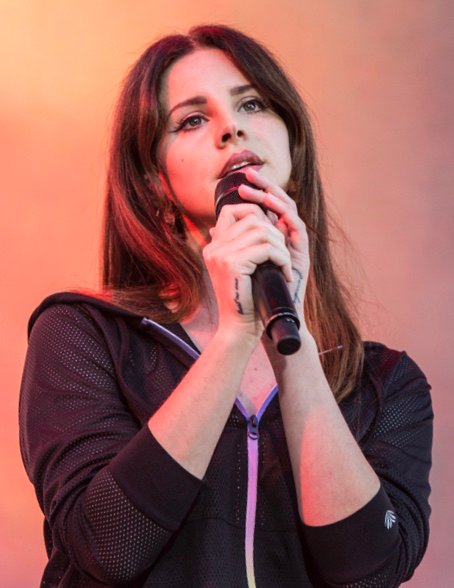
Lana Del Rey v roce 2017

### 2017:Lust for Life
V říjnu 2015, Del Rey oznámila, že má v úmyslu psát materiál pro svou novou desku. Uvedla, že její poslední dvě alba měla „kalifornský“ zvuk, ale kdyby měla udělat album s „newyorským“ zvukem, znělo by to trochu tvrději, rychleji, pozitivněji a méně zasněně. V lednu 2016 byla nominována na People's Choice Awards v kategorii „Nejlepší ženská umělkyně“ a na BRIT Awards v kategorii „Mezinárodní ženská sólová umělkyně“, což byla její třetí nominace v této kategorii a čtvrtá celkově. V únoru a v březnu Del Rey a její manažer oznámili, že na svém pátém studiovém albu začala pracovat již pár měsíců po vydání toho předchozího.
„Love“, první singl z pátého studiového alba, Lust for Life, vyšel 18. února 2017. Hudební video režíroval Rich Lee. 17. března 2017 vystoupila na South by Southwest festivalu kvůli propagaci nového singlu. 29. března bylo album Lust for Life oficiálně oznámeno, když Del Rey nahrála na svůj VEVO účet ukázku k albu. Bylo potvrzeno, že album bude obsahovat hostující umělce, a že vyjde téhož roku. O albu Del Rey řekla: „Své první čtyři alba, jsem udělala pro sebe, ale tohle je pro mé fanoušky a je o tom, kam doufám, že všichni míříme.“ Během livestreamu v únoru 2017 popsala estetiku alba jako „retro s nádechem futurismu“. Oficiální přebal alba byl zveřejněn 11. dubna 2017. Druhým singlem z alba se stala titulní skladba „Lust for Life“, na které se objevil The Weeknd. 15. května 2017 vydala píseň „Coachella – Woodstock in My Mind“.

### 2019:Norman Fucking Rockwell
Na rok 2019 chystala nové album, v pořadí již šesté, s názvem Norman Fucking Rockwell, ze kterého vyšly dva singly. První vyšel 12. září 2018 a nese název „Mariners Apartment Complex“. Druhý, desetiminutový singl byl zveřejněn 18. září 2018 s názvem „Venice Bitch“. V červnu 2019 na koncertně v Irsku prozradila, že album vyjde v srpnu. Přebal alba, datum vydání a seznam písní byly zveřejněny 31. července 2019 a album vyšlo 30. srpna 2019.

### 2021:Chemtrails over the Country Club
Chemtrails over the Country Club je její sedmé studiové album. Vyšlo 19. března 2021 pod Polydor Records a Interscope Records. Album obsahuje prvky žánrů jako jsou folk, country folk a Americana. Album získalo uznání od hudebních kritiků, mnozí přirovnávali jeho zvuk k jeho předchůdci Norman Fucking Rockwell. Debutovalo na pozici číslo dva v žebříčku Billboard 200.

### 2021:Blue Banisters
Blue Banisters je její osmé studiové album, které vyšlo 22. října 2021 prostřednictvím společností Interscope Records a Polydor Records. 20. května 2021 vyšly z alba první tři singly: titulní skladba, „Text Book“ a „Wildflower Wildfire“. 8. září 2021 vyšel čtvrtý singl „Arcadia“.

### 2023:Did You Know That There's a Tunnel Under Ocean Blvd
Did You Know That There's a Tunnel Under Ocean Blvd je její deváté studiové album. Vyšlo 24. března 2023 u Interscope a Polydor Records. Album obsahuje produkci Del Rey, Mike Hermosa, Jack Antonoff, Drew Erickson, Zach Dawes a Benji a zahrnuje spolupráci s Jonem Batistem, Bleachers, Father John Misty, Tommy Genesis, SYML & Riopy. Předcházelo mu vydání hlavního singlu a titulní skladby „Did You Know That There's a Tunnel Under Ocean Blvd“ 7. prosince 2022 a druhého singlu „A&W“ 14. února 2023. Třetí singl z alba, „The Grants“, vyšel 14. března 2023. Poslední singl z alba, „Candy Necklace“, vyšel 6. října 2023.
Téhož roku také oznámila účast na některých festivalech jako je MITA Festival, Glastonbury a Outside Lands.

### 2025:The Right Person Will Stay
The Right Person Will Stay (dříve Lasso) je její předpokládané desáté studiové album. „Má vyjít už v září tohoto roku,“ oznámila Del Rey na předávání cen Billboard x NMPA Songwriter Awards v roce 2024. V únoru se stala hlavní tváří pro valentýnskou kolekci značky Skims od Kim Kardashian. Tentýž rok také vystoupila jako headliner na světoznámém festivalu Coachella v Kalifornii (12. a 19. dubna). Rovněž vystoupila také na festivalech Primavera Sound, Reading a Leeds nebo Rock en Seine. 25. listopadu oznámila, že album vyjde pod názvem The Right Person Will Stay 21. května 2025.
3. července 2024 vyšla píseň „Tough“, na které se objevil rapper Quavo. 25. listopadu 2024 Del Rey oznámila své turné po Velké Británii a Irsku na roce 2025, které začne 23. června 2025 a skončí 3. července 2025.[potřebuje aktualizovat]
V roce 2025 Del Rey a The Weeknd spolupracovali na skladbě „The Abyss“ z jeho alba Hurry Up Tomorrow. 25. dubna 2025 Del Rey vystoupila na festivalu Stagecoach, kde představila singly „Henry, Come On“ a „Bluebird“ ze svého připravovaného alba, oba napsané společně s Lukem Lairdem a produkované po boku Drewa Ericksona.

## Další činnosti
V roce 2010 hrála Del Rey v krátkém filmu nazvaném Poolside, který natočila s pár přáteli s rozpočtem 400 dolarů. 4. ledna 2012 bylo potvrzeno, že podepsala smlouvu s agenturou NEXT Model Management. Téhož roku oděvní firma H&M potvrdila, že Del Rey bude dělat modelku pro jejich podzimní kolekci, a přezpívá pro ně i populární píseň z 50. let „Blue Velvet“. Stala se i tváří zimní kolekce.
22. srpna 2012 bylo potvrzeno, že se Del Rey stane tváří nového Jaguar F-Type, který odhalila na Motor Show v Paříži téhož roku v září. Ředitel značky Jaguar, Adrian Hallmark, vysvětlil, že si vybrali Del Rey, protože „má unikátní směs autenticity a modernosti“.
Píseň „Burning Desire“, která byla zpočátku k dispozici ke stažení při před objednání jejího třetího EP Paradise, byla později k dispozici k zakoupení na Amazon.com a 7digital jako propagační singl. Píseň sloužila jako titulní píseň k 13minutovému propagačnímu krátkému filmu pro Jaguar F-Type nazvaný Desire. Film byl natočen Adamem Smithem.
Píseň „Born to Die“ byla použita v roce 2014 Xavierem Dolanem pro jeho film Mommy.
V roce 2022 Del Rey složila úvodní soundtrack s názvem „Watercolor Eyes“ k druhé sérii seriálu Euphorie.

## Osobní život
V září 2012 Del Rey prozradila pro magazín GQ, že jako dospívající měla problémy s alkoholem: „Byla jsem velký pijan, pila jsem každý den a to i sama. Myslela jsem si, že je to celý zatraceně hustý. Alkohol byl moje první láska. O tomhle období jsem psala na desce Born to Die“.
Od srpna 2011 do června 2014 byla ve vztahu s Barrie-Jamesem O'Neillem ze skupiny Kassidy. Její předchozí vztah byl s hudebníkem Stevenem Mertensem, který produkoval její debutové album předtím, než bylo předěláno Davidem Kahnem. Byla také v sedmiletém vztahu s ředitelem nahrávací společnosti, kterého popisuje jako svou velkou inspiraci a lásku svého života. Potkali se, když Del Rey bylo něco přes dvacet let a snažila se dostat smlouvu s nahrávací společností. V červnu 2014 se přestěhovala z New Yorku do Los Angeles spolu se svými sourozenci Caroline a Charliem. Po zkušenostech s vetřelci přesídlila v červnu 2015 do odlehlého plážového domu v Malibu v Kalifornii. V září 2016 také koupila dvě sídla v Studio City v Los Angeles. Je římskokatolického vyznání.
Byla označena za anti feministku poté, co v červnu 2014 v rozhovoru pro magazín The Fader prohlásila: „Pro mě záležitost feminismu není zajímavý koncept. Více mě zajímá SpaceX a Tesla, to co se bude dít s našimi intergalaktickými možnostmi. Pokaždé, když lidé vytáhnou téma feminismu, říkám si ‚bože můj‘. Vážně mě to nezajímá.“ Po kritice za tento výrok o feminismu řekla: „Pro mě je pravá feministka žena, která dělá to co sama chce. Pokud se rozhodnu být například se spoustou mužů nebo pokud se mi líbí fyzický vztah, nemusí to nutně znamenat, že jsem anti feministka. Já vím o feminismu opravdu málo, protože neznám jeho historii, a proto nejsem relevantní člověk, s kterým o tom konverzovat. Vše, co jsem kdy napsala bylo tak autobiografické, že byste z toho mohli udělat analýzu člověka“.
Na levé ruce má vytetované slovo „paradise“ a písmeno „M“, které symbolizuje její babičku Madeleine. Na pravé ruce má vytetovaná slova „trust no one“. Na pravém prsteníčku má „die young“ a na pravé paži „Whitman Nabokov“, autory, které cituje ve svých písních. V listopadu 2015 si nechala na hruď vytetovat „Nina, Billie, Whitney and Amy“. V roce 2012 přiznala svou náklonnost k Liverpool FC. Del Rey je blízká kamarádka s R&B zpěvákem The Weeknd, rockerkou Courtney Love a Marilyn Mansonem.
Na začátku roku 2017 prozradila své plány o čarodějnických rituálech proti Donaldu Trumpovi, které se konaly 24. února, 26. března, 24. dubna a 23. května.

## Diskografie
- Lana Del Ray (2010)
- Born to Die (2012)
- Paradise (2012)
- Ultraviolence (2014)
- Honeymoon (2015)
- Lust for Life (2017)
- Norman Fucking Rockwell (2019)
- Chemtrails over the Country Club (2021)
- Blue Banisters (2021)
- Did You Know That There's a Tunnel Under Ocean Blvd (2023)
- The Right Person Will Stay (2025)

## Filmografie
- Poolside (2010)
- Ride (2012)
- Tropico (2013)
- Freak (2016)

## Koncertní turné
- Born to Die Tour (2011–2012)[58]
- Paradise Tour (2013–2014)[58]
- The Endless Summer Tour (2015)
- LA to the Moon Tour (2018)
- The Norman Fucking Rockwell Tour (2019)

## Ceny a nominace
Lana Del Rey obdržela 16 cen a 46 nominací. Vyhrála Q Award v kategorii Nejlepší nováček, GQ Award jako Žena roku, dvě BRIT Awards za Mezinárodní průlom a Mezinárodní ženská sólová umělkyně a ocenění EMA za kategorii Nejlepší mezinárodní umělkyně.
V roce 2013 byla dvakrát nominována na svou první Grammy v kategoriích Nejlepší popové album za Paradise a Nejlepší píseň pro film za „Young and Beautiful“.
V roce 2015 vyhrála MTV Europe Music Award v kategorii Nejlepší alternativní umělec. Také obdržela cenu Trailblazer na předávání Billboard Women in Music.
V únoru 2016 obdržela cenu The Elle Style Awards v kategorii Nejlepší ženská umělkyně roku.
V březnu 2023 obdržela cenu žebříčku Billboard v kategorii Visionary Award.